# Giuseppe Giergia
Giuseppe Giergia lub Josip Đerđa, ps. „Pino” (nazwisko zapisywane także jako Djerdja lub Giergia; ur. 24 listopada 1937 w Zadarze) – jugosłowiański i chorwacki koszykarz oraz trener koszykarski. Gracz klubu KK Zadar (1958–1976), reprezentant Jugosławii (1958–1968). W barwach klubowych rozegrał łącznie 315 meczów ligowych i zdobył 6640 punktów, jako reprezentant wystąpił w 103 meczach, zdobywając łącznie 611 punktów.
Uczestnik Letnich Igrzysk Olimpijskich 1960 i 1964, pięciokrotny mistrz Jugosławii z lat 1965, 1967, 1968, 1974 i 1975, zdobywca pucharu Jugosławii w 1970 roku. Wicemistrz świata z lat 1963 i 1967 oraz wicemistrz Europy z 1965 roku.
Selekcjoner reprezentacji Jugosławii w 1983 roku oraz reprezentacji Chorwacji w 1994 roku, ta druga zdobyła wówczas brązowy medal na Mistrzostwach Świata w Kanadzie.

## Życiorys
Urodził się dnia 24 listopada 1937 roku w mieście Zadar należącym wówczas do Królestwa Włoch. Tuż po zakończeniu II wojny światowej jego nazwisko zostało zmienione na Josip Đerđa, w 1982 roku powrócił do pierwotnego nazwiska.
Od 1958 do 1976 grał w klubie KK Zadar, który w tym czasie pięciokrotnie zdobył tytuł mistrza Jugosławii (1965, 1967, 1968, 1974 i 1975) oraz puchar Jugosławii w 1970 roku.
W 1958 roku dołączył do jugosłowiańskiej reprezentacji. Uczestniczył w Letnich Igrzyskach Olimpijskich 1960 i 1964, w których reprezentacja Jugosławii zajęła odpowiednio 6. i 7. miejsce. W 1963 roku wraz z reprezentacją wziął udział w Mistrzostwach Świata w Brazylii, zajmując II miejsce; podczas tychże mistrzostw Jugosłowianie pokonali m.in. reprezentacje Stanów Zjednoczonych oraz Związku Radzieckiego. Dwa lata później uczestniczył w Mistrzostwach Europy w ZSRR; od 30 maja do 9 czerwca Jugosłowianie wygrywali kolejno z reprezentacjami Francji (80:54), Grecji (76:68), Bułgarii (89:69), Hiszpanii (113:65), Niemiec (115:56), Szwecji (91:46), Polski (78:69) oraz Włoch (83:82). 10 czerwca reprezentacja Jugosławii przegrała 49:58 z reprezentacją Związku Radzieckiego, zostając finalnie wicemistrzem Europy. W 1967 roku uczestniczył w Mistrzostwach Świata w Urugwaju, gdzie wraz z reprezentacją zajął na nich II miejsce, rok później odszedł z reprezentacji. Po zakończeniu kariery koszykarskiej trenował kluby PAOK BC, KK Zadar i KB Prishtina.
W 1983 roku był selekcjonerem reprezentacji Jugosławii, a w 1994 roku trenował reprezentację Chorwacji, z którą wówczas zdobył brązowy medal na Mistrzostwach Świata w Kanadzie.
Od 2005 do czerwca 2009 roku pełnił funkcję dyrektora generalnego klubu KK Zadar. We wrześniu 2014 roku prokuratura wszczęła wobec niego postępowanie karne z powodu zarzutów o uchylanie się od płacenia podatku VAT podczas pełnienia danej funkcji. W lutym 2021 roku sąd w Zadarze skazał go na 2 lata pozbawienia wolności z powodu przestępstw gospodarczych, które przyniosły państwu chorwackiemu straty wynoszące około 700 tys. euro.

## Nagrody
- nominacja do Basketball Hall of Fame[4]
- Nagroda Franjo Bučara (1994)[4]

## Życie prywatne
Jego ojciec Eugenio (Geno) był w 1949 roku represjonowany przez służby jugosłowiańskie.
Wnuk Simeone Marsana – generała włoskich sił powietrznych. Ma pochodzenie włoskie i albańskie.